# Ministerie van Justitie
Het ministerie van Justitie is een afdeling van een overheid waar het beleid van de regering wordt uitgevoerd met betrekking tot de rechtsorde in een land. De taakomschrijving verschilt per land en kan onder meer betrekking hebben op wetgeving, preventie, handhaving, strafoplegging en slachtofferzorg. Aan het hoofd van het ministerie van Justitie staat de minister van Justitie die de leiding heeft over het ministerie.
| Land             | Ministerie                            | Minister            |
| ---------------- | ------------------------------------- | ------------------- |
| België           | Federale Overheidsdienst Justitie     | lijst van ministers |
| Duitsland        | Bundesministerium der Justiz          | lijst van ministers |
| Frankrijk        |                                       | lijst van ministers |
| Israël           |                                       | lijst van ministers |
| Nederland        | Ministerie van Justitie en Veiligheid | lijst van ministers |
| Polen            | Ministerie van Justitie               |                     |
| Suriname         |                                       | lijst van ministers |
| Verenigde Staten | United States Department of Justice   | lijst van ministers |
| Zuid-Afrika      |                                       | lijst van ministers |
| Zwitserland      | Departement van Justitie en Politie   |                     |
| Historisch       |                                       |                     |
| Pruisen          |                                       | lijst van ministers |